# Pasquale Pigini
Pasquale Pigini (Castelfidardo, 1913 – Milano, 1962) è stato un produttore discografico italiano.

## Biografia
Nasce in una famiglia di contadini, ma un ramo della sua famiglia è costituito dai fondatori della nota fabbrica di fisarmoniche marchigiana Pigini. Dopo il matrimonio nel 1934 con Marna Vescovi, decide di trasferirsi a Milano.
Appassionato di musica, nel 1946 fonda ad Origgio una fabbrica di fisarmoniche, esportando in Lombardia l'attività familiare; sempre nello stesso anno fonda le Edizioni Musicali Italmusica, specializzandosi anche nella pubblicazione di manuali di didattica musicale. Nel 1955 chiude la fabbrica di fisarmoniche e decide di espandere l'attività di editoria musicale lanciandosi nel campo discografico, allora in espansione.
Pigini dà vita, nel corso di due decenni, a quattro case discografiche (tutte di proprietà del gruppo editoriale Italmusica): la Embassy, l'IPM (sigla di Italmusica Pigini Milano), la SIR, la Pig (nome nato dalle prime tre lettere del cognome) e la Silver.
Per un certo periodo il genere predominante è il folklore italiano, ma presto amplia la produzione discografica ad altri generi, come la musica leggera, il beat, il pop. Innumerevoli sono gli artisti che hanno inciso per le sue etichette dopo la sua morte, tra i tanti: Nilla Pizzi, Oscar Carboni, Lucia Altieri, Franco Talò, Gipo Farassino, I Dannati, Riz Samaritano, Piero Parodi e I Campioni.
Pigini muore nel 1962. La figlia maggiore Loretta non era interessata a portare avanti l'attività del padre in quanto sposata e madre, il figlio minore Lorenzo era troppo giovane e studiava ancora, mentre i figli Luciano e Lanfranco portarono avanti l'attività espandendola fino al 1969, anno in cui, per la crisi discografica, sono costretti a chiudere l'Italmusica (e, di conseguenza, le varie etichette).